# 東京臨海高速鉄道
東京臨海高速鉄道株式会社（とうきょうりんかいこうそくてつどう、英: Tokyo Waterfront Area Rapid Transit, Inc. 略称: TWR）は、東京都の主に臨海副都心エリアでりんかい線を運営している鉄道会社。鉄道事業では略称「TWR」と路線名「りんかい線」を多用する。東京都が90%以上出資する第三セクター方式で設立された鉄道会社で、東京都都市整備局が所管する東京都政策連携団体の一つである。
社名の「高速鉄道」とは新幹線のような高速鉄道ではなく、路面電車と比較して高速な都市高速鉄道を意味する。

## 会社概要

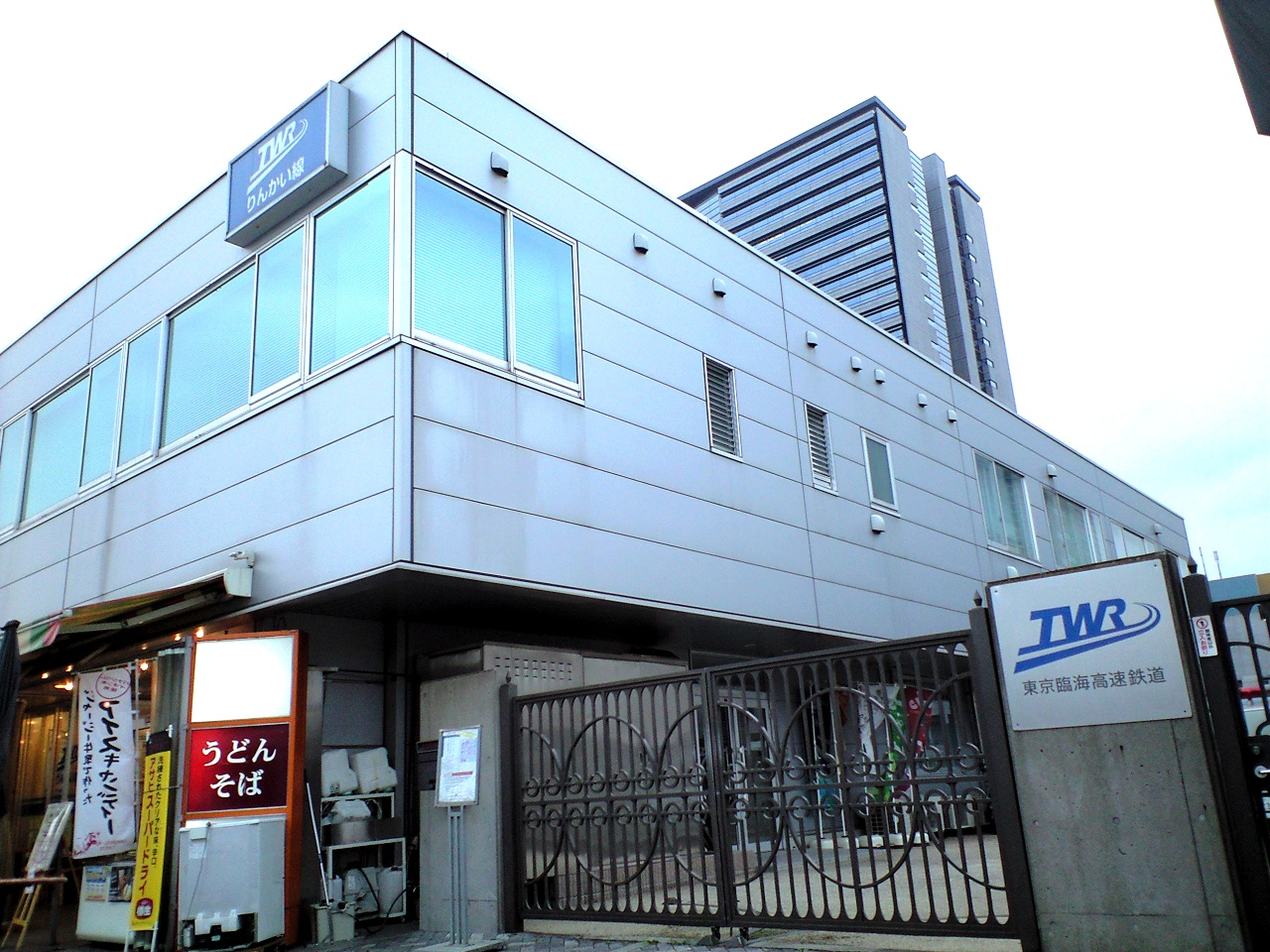
旧本社（本店所在地）

1991年（平成3年）3月12日設立。東京都が9割超を出資する東京都の外郭団体（都市整備局所管）である。他に東日本旅客鉄道（JR東日本）・品川区・銀行11行、証券会社10社・生保会社15社・損保会社9社・その他5社が出資している（2006年4月1日現在）。
事業内容は、鉄道事業法に基づく第一種鉄道事業・不動産の売買・賃貸借およびこれらの斡旋・仲介と、土木・建築・電気および機械据付工事の設計・請負および監理となっている。
2004年（平成16年）11月1日に現在の本社所在地 東京都江東区青海一丁目2番地9（現・青海一丁目2番1号）に本社を移転した。同年10月31日までの本社所在地は、東京都江東区辰巳三丁目12番地1（現・辰巳三丁目9番2号）であった。

## 路線
- りんかい線（臨海副都心線） 新木場駅 （R 01） - 大崎駅（R 08）12.2 km

路線図（クリックで拡大）

## 車両
- 70-000形

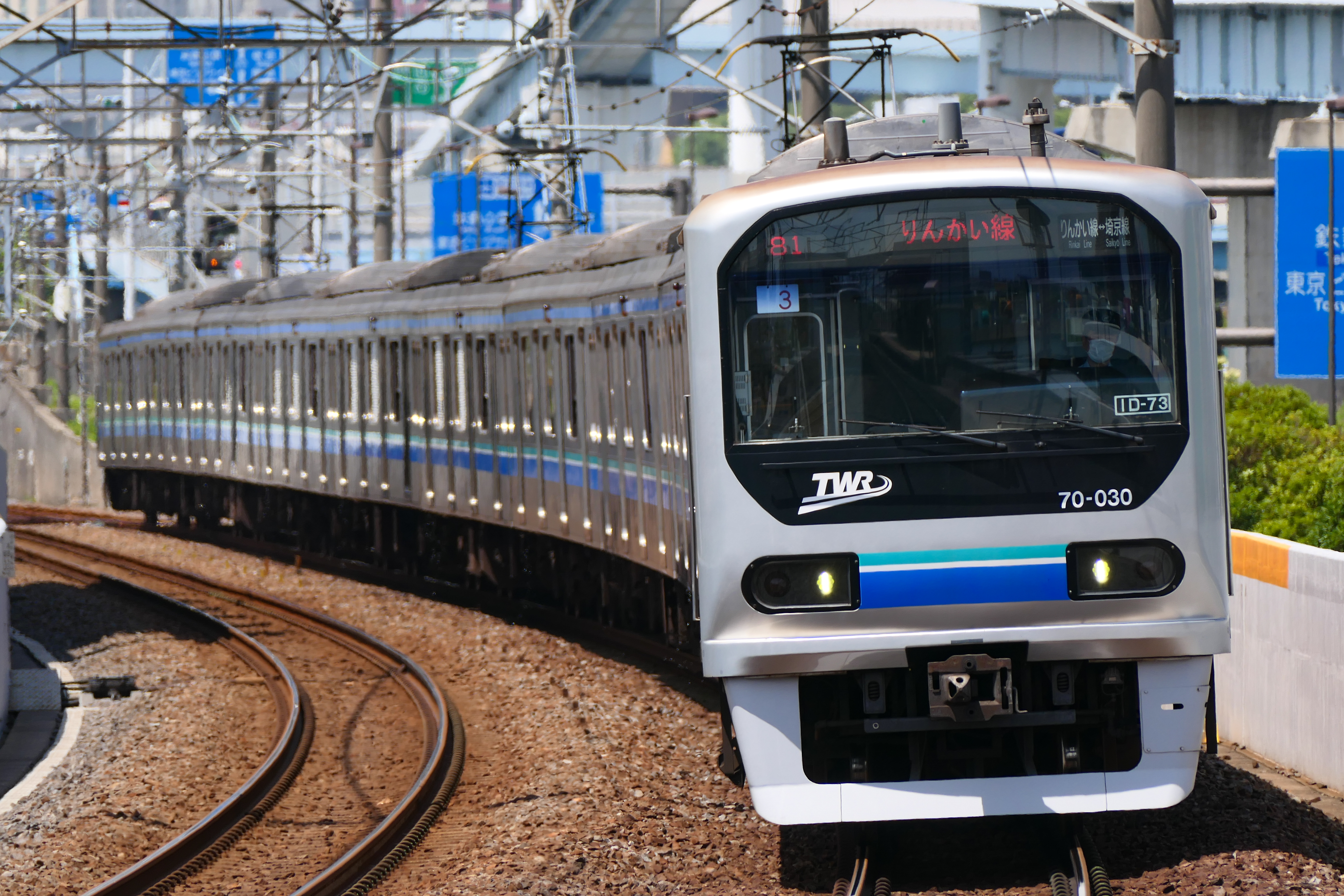
70-000形（2022年6月 東雲駅）

2025年度に新型車両71-000形の導入を予定している。

## 運賃

### 企画乗車券

りんかい線1日乗車券

- りんかい線1日乗車券

#### 他社発行
発売中
- 休日おでかけパス、のんびりホリデーsuicaパス（発売：JR東日本）
- 首都圏週末フリー乗車券（発売：JR東日本）
- 東急線りんかい線お台場パス（発売：東急電鉄）※大崎‐大井町間は利用不可
- おとなび首都圏往復フリーきっぷ（発売：JR西日本）

販売終了
- 東京週末フリーきっぷ（発売：JR東日本）
- ホリデー・パス（発売：JR東日本・東京モノレール）
- 周遊きっぷ（東京ゾーン）（発売：JR北海道・JR東日本・JR西日本・JR東海・JR四国・JR九州）
- 都区内・りんかいフリーきっぷ（発売：JR東日本）
- 新幹線都区内・りんかいフリーきっぷ（発売：JR東日本）
- こだま都区内・りんかいフリーきっぷ（発売：JR東海）
- 首都圏往復フリーきっぷ（発売：JR西日本）

## 経営状況
沿線のお台場地区や品川湾岸地区・江東湾岸地区の開発進展により旅客は増加の傾向である。このため運輸収入は堅調に増加しており、2006年度決算において、1996年の開業以来初の営業損益黒字（6億4700万円）を達成した。利息等を差し引いた経常赤字は続いていたが、2012年決算において40億3900万円の営業黒字、18億1000万円の経常利益を確保し、初の経常黒字決算となった。
JR東日本が計画している「羽田空港アクセス線」に関連して、東京都などが保有している東京臨海高速鉄道の株式をJR東日本が買収する方向で調整に入っていると2014年8月に報じられた。報道によれば、JR東日本は「期限を決めないで交渉を続ける」としている。
東京都が計画している「都心部・臨海地域地下鉄構想」に関して、東京臨海高速鉄道が同路線の運行事業者となる方向で調整していることを2024年2月に都が発表した。

## マスコットキャラクター
開業10周年を迎えた2006年に一般公募（一般公募の委託先は講談社フェーマススクール）でイルカをモチーフとしたマスコットキャラクターを募集し、『りんかる』と命名された。以後キャラクターグッズの発売を手掛けている。

## その他
2009年3月末で新木場・国際展示場・東京テレポート・天王洲アイル・品川シーサイド・大井町の6駅の駅構内売店は一旦閉店し、新木場駅・東京テレポート駅・大井町駅にNEWDAYS、天王洲アイル駅にキオスクが開店した。
全線開通前からCMやドラマ・映画等の撮影を積極的に受け入れている。